# بخش کارسونویل، شهرستان بکر، مینه سوتا
بخش کارسونویل (به انگلیسی: Carsonville Township) یک منطقهٔ مسکونی در ایالات متحده آمریکا است که در شهرستان بکر، مینه‌سوتا واقع شده‌است.
 بخش کارسونویل ۹۲٫۷ کیلومتر مربع مساحت و ۲۵۲ نفر جمعیت دارد و ۴۸۰ متر بالاتر از سطح دریا واقع شده‌است.